# Clavija imatacae
Clavija imatacae är en viveväxtart som beskrevs av B. Ståhl. Clavija imatacae ingår i släktet Clavija och familjen viveväxter. Inga underarter finns listade i Catalogue of Life.